# Euphaedra interjecta
Euphaedra interjecta är en fjärilsart som beskrevs av M.Gaede 1916. Euphaedra interjecta ingår i släktet Euphaedra och familjen praktfjärilar. Inga underarter finns listade i Catalogue of Life.